# Primera División Femenina
De Primera División Femenina is de nationale voetbalcompetitie voor vrouwenelftallen in Spanje. Aan de competitie nemen 16 clubs deel. Elk team speelt één keer thuis en één keer uit tegen een ander team voor in totaal 30 wedstrijden per seizoen. Aan het einde van de competitie degraderen de twee laagst geklasseerde teams naar de Segunda División. De kampioen en de nummer twee plaatsen zich voor de UEFA Women's Champions League.

## Geschiedenis
De competitie werd in 1988 opgericht onder de naam Liga Nacional door de Club Femení Barcelona, RCD Espanyol, CE Sabadell, Peña Barcelonista, Vallès Occcidental, Olímpico Fortuna, Puente Castro, Parque Alcobendas en Santa María Atlético. In 2001 werd de competitie hernoemd naar Superliga Femenina met veertien deelnemende clubs. In 2008 vond een uitbreiding plaats naar zestien clubs. In 2009 veranderde de opzet van de Superliga. De competitie werd uitgebreid naar 24 clubs, die verdeeld werd over drie groepen op basis van geografie. De best geklasseerde clubs uit iedere groep plaatsten zich aan het einde van het seizoen voor wedstrijden om het kampioenschap. In 2011 werd de Superliga hernoemd naar Primera División, met achttien clubs in een reguliere competitie. Sinds het seizoen 2012/13 kent de competitie zijn huidige opzet, met 16 clubs.
Vanaf seizoen 2021/22 zal de Primera División Femenina een professionele status krijgen.

## Kampioenen

### Liga Nacional
- 1988/1989 Peña Barcelonista
- 1989/1990 Atlético Villa de Madrid
- 1990/1991 Oiartzun KE
- 1991/1992 Añorga KKE
- 1992/1993 CF Oroquieta Villaverde
- 1993/1994 CF Oroquieta Villaverde
- 1994/1995 Añorga KKE
- 1995/1996 Añorga KKE
- 1996/1997 Sant Vicent Valencia CFF
- 1997/1998 Atlético Málaga
- 1998/1999 CF Oroquieta Villaverde
- 1999/2000 CF Irex Puebla
- 2000/2001 Levante UD

### Superliga
- 2001/2002: UD Levante
- 2002/2003: Athletic Bilbao
- 2003/2004: Athletic Bilbao
- 2004/2005: Athletic Bilbao
- 2005/2006: RCD Espanyol
- 2006/2007: Athletic Bilbao
- 2007/2008 Levante UD
- 2008/2009 Rayo Vallecano
- 2009/2010 Rayo Vallecano
- 2010/2011 Rayo Vallecano

### Primera División
- 2011/2012 FC Barcelona Femení
- 2012/2013 FC Barcelona
- 2013/2014 FC Barcelona
- 2014/2015 FC Barcelona
- 2015/2016 Athletic Club
- 2016/2017 Atlético Madrid
- 2017/2018 Atlético Madrid
- 2018/2019 Atlético Madrid
- 2019/2020 FC Barcelona (Competitie voortijdig afgebroken vanwege de coronapandemie, FC Barcelona uitgeroepen tot kampioen.)
- 2020/2021 FC Barcelona
- 2021/2022 FC Barcelona
- 2022/2023 FC Barcelona
- 2023/2024 FC Barcelona